# Wereldkampioenschappen schaatsen afstanden 2020 - 5000 meter mannen
De 5000 meter mannen op de wereldkampioenschappen schaatsen afstanden 2020 werd gereden op donderdag 13 februari 2020 in het ijsstadion Utah Olympic Oval in Salt Lake City, Verenigde Staten.
De Noorse titelverdediger Sverre Lunde Pedersen verloor zijn wereldtitel aan Ted-Jan Bloemen. Ted-Jan Bloemen is de eerste Canadese wereldkampioen op de 5000 meter voor mannen.

## Uitslag
| #      | Schaatser             | Tijd    |
| ------ | --------------------- | ------- |
| Goud   | Ted-Jan Bloemen       | 6.04,37 |
| Zilver | Sven Kramer           | 6.04,91 |
| Brons  | Graeme Fish           | 6.06,32 |
| 4      | Sverre Lunde Pedersen | 6.11,80 |
| 5      | Jordan Belchos        | 6.12,07 |
| 6      | Patrick Beckert       | 6.12,12 |
| 7      | Davide Ghiotto        | 6.12,51 |
| 8      | Jorrit Bergsma        | 6.13,42 |
| 9      | Roeslan Zacharov      | 6.14,06 |
| 10     | Timothy Loubineaud    | 6.14,96 |
| 11     | Andrea Giovannini     | 6.15,44 |
| 12     | Denis Joeskov         | 6.15,50 |
| 13     | Ryosuke Tsuchiya      | 6.16,32 |
| 14     | Seitaro Ichinohe      | 6.18,40 |
| 15     | Bart Swings           | 6.22,42 |
| 16     | Danila Semerikov      | 6.23,02 |
| 17     | Livio Wenger          | 6.23,32 |
| 18     | Håvard Bøkko          | 6.26,38 |
| 19     | Peter Michael         | 6.34,69 |
| 20     | Patrick Roest         | DQ      |

1996 · 
1997 · 
1998 · 
1999 · 
2000 · 
2001 · 
2003 · 
2004 · 
2005 · 
2007 · 
2008 · 
2009 · 
2011 · 
2012 · 
2013 · 
2015 · 
2016 · 
2017 · 
2019 ·
2020 ·
2021 ·
2023 ·
2024 ·
2025